# Società delle ausiliatrici di Maria
La Società delle Ausiliatrici di Maria (in inglese Society of the Helpers of Mary) è un istituto religioso femminile di diritto pontificio: le suore di questa congregazione pospongono al loro nome la sigla S.H.M.

## Storia
Le origini dell'istituto risalgono al 1938, quando la missionaria tedesca Anna Huberta Roggendorf (1909-1973), della congregazione delle Figlie della Croce di Liegi, aprì a Andheri, presso Bombay, l'orfanotrofio St. Catherine's Home e ne affidò la cura a una comunità di ragazze indiane intenzionate ad abbracciare la vita religiosa.
A causa di problemi di salute, la Roggendorf dovette presto lasciare l'India e abbandonare la direzione della comunità, che si dissolse: tornata nel paese nel 1954, riprese la sua iniziativa e, con l'aiuto del gesuita padre Neuner, riorganizzò la comunità che venne eretta in pia unione.
La società si trasformò in congregazione religiosa il 25 marzo 1982 e ottenne il riconoscimento di istituto di diritto pontificio il 19 marzo 2001.

## Attività e diffusione
Le religiose sono impegnate nelle opere di carità ospedaliera e sociale, di insegnamento e pastorali.
Oltre che in India, sono presenti in Etiopia e in Italia la sede generalizia è ad Andheri, presso Mumbai.
Alla fine del 2008 la congregazione contava 309 religiose in 60 case.